# Kryha

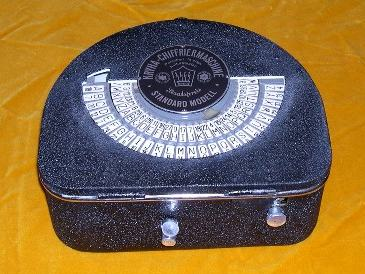
La version standard de la machine de Kryha avec un poids d'environ 5 kg.

La machine Kryha est un dispositif de chiffrement et de déchiffrement qui apparut au début des années 1920 et fut utilisé jusque dans les années 1950. La machine porte le nom de son inventeur : Alexander von Kryha, un ingénieur ukrainien vivant à Berlin. Plusieurs versions furent conçues. La version classique, entièrement mécanique, pesait environ 5 kg. Une version de poche nommée « Lilliput » fut introduite plus tard. Des versions électromécaniques, plus imposantes, virent également le jour.
La machine fut utilisée durant un certain temps par le corps diplomatique allemand et fut adoptée par Marconi Corp. plc en Angleterre. Malgré sa popularité, elle était peu sûre du point de vue cryptographique. Le cryptanalyste américain William Friedman et son équipe l'aurait « cassée » en exactement 2 heures et 41 minutes.

## Mécanisme
La machine comprenait deux anneaux concentriques sur lesquels était inscrit l'alphabet. L'alphabet de l'anneau intérieur avançait d'un nombre de crans variables, on actionnait la rotation via un levier. Pour chiffrer, l'opérateur procédait lettre par lettre en cherchant la lettre du texte en clair sur l'anneau externe. La lettre chiffrée était la lettre correspondante sur l'anneau interne. Lorsque le levier était actionné, la relation entre les alphabets était modifiée. Le chiffrement aurait été encore plus facile à casser avec une rotation régulière mais Kryha avait ajouté un disque en annexe. Ce dispositif permettait d'obtenir une rotation irrégulière en fonction des secteurs présents sur le disque : chaque secteur comprenait un nombre variable de dents qui déterminait la rotation effectuée.

## Cryptanalyse

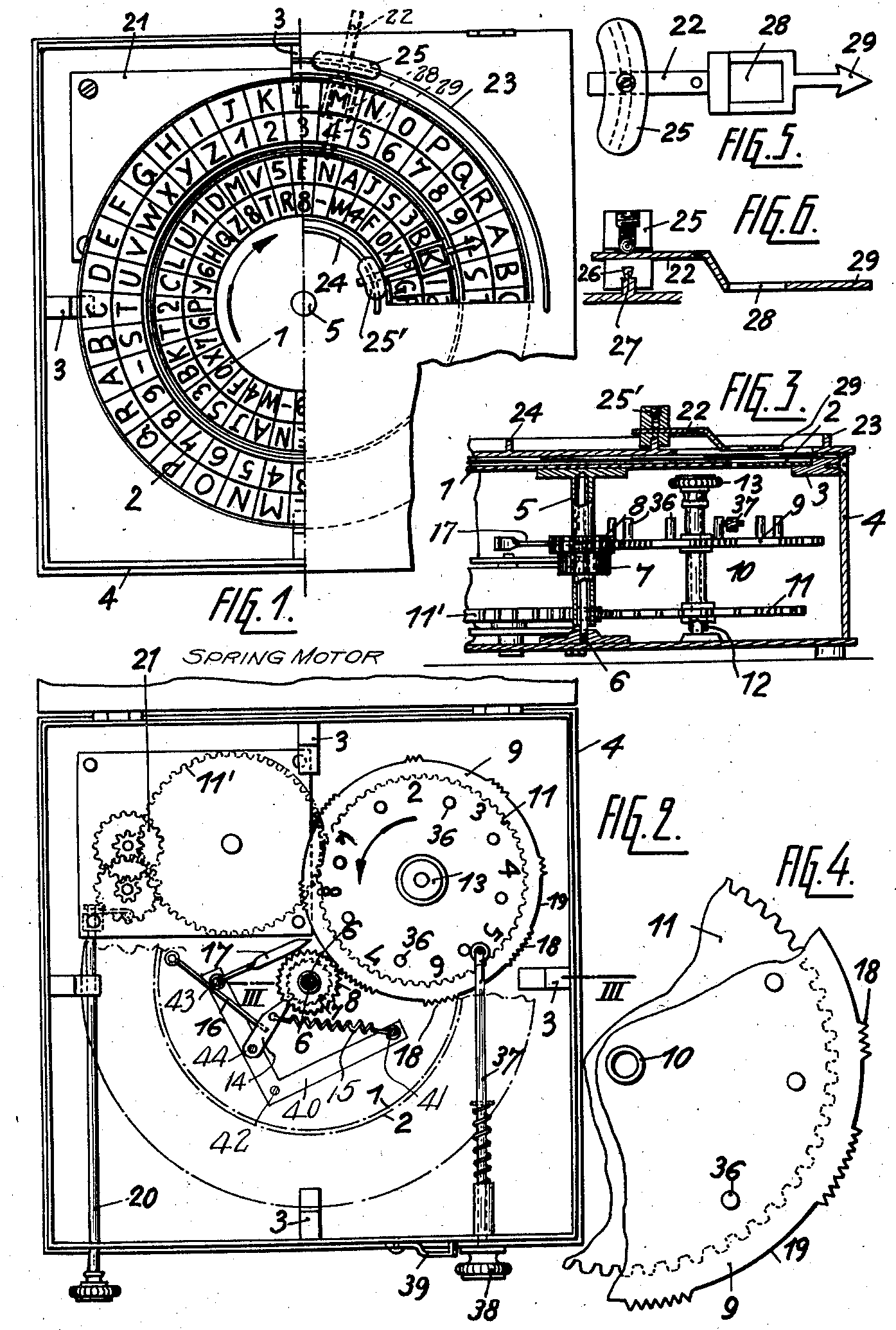
La machine de Kryha fut brevetée en 1930. Le plan montre les deux anneaux concentriques gérés par le levier et le système de rotation irrégulière.

La sécurité de la machine fut évaluée par le mathématicien Georg Hamel qui calcula l'espace de recherche de la clé de chiffrement. L'armée américaine représentait un client potentiel pour cette machine. On proposa aux militaires de retrouver un message chiffré de 1135 caractères. La cryptanalyse s'effectua dans un temps record par William Friedman assisté de Solomon Kullback, Frank Rowlett et Abraham Sinkov. En moins de 2 heures et 41 minutes, les cryptanalyses vinrent à bout du chiffrement.